# Leces
Leces (en asturiano y oficialmente San Esteban) es una parroquia del concejo de Ribadesella, en el Principado de Asturias (España).
Alberga una población de 1146 habitantes (2009) en 1049 viviendas (2001).
La parroquia tiene una extensión de 13,54 km².
Su templo parroquial está dedicado a San Esteban.

## Poblaciones
Según el nomenclátor de 2009, la parroquia comprende las poblaciones de:
- Abeo (Abéu en asturiano) (lugar): 44 habitantes;
- Barredo (Barréu) (lugar): 33 habitantes;
- Bones (aldea): 47 habitantes;
- Pando (Pandu) (lugar): 43 habitantes;
- San Esteban (lugar): 21 habitantes;
- San Pedro La Llama (San Pedru) (lugar): 391 habitantes;
- Tereñes (lugar): 402 habitantes;
- Torre (lugar): 67 habitantes y
- Vega (lugar): 98 habitantes.